# Албрехт II (Хоенлое-Вайкерсхайм)
Вижте пояснителната страница за други личности с името Албрехт II.
Албрехт II фон Хоенлое-Цигенхайн (на немски: Albrecht II, Graf von Hohenlohe und Ziegenhain; † 1490) е граф на Хоенлое и Цигенхайн.

## Биография
Той е син на граф Албрехт I фон Хоенлое-Вайкерсхайм (1371 – 1429) и съпругата му Елизабет фон Ханау (1395 – 1475), дъщеря на Улрих V фон Ханау († 1416) и графиня Елизабет фон Цигенхайн († 1431), наследничка на Графство Цигенхайн.
Брат му Крафт V (ок. 1429 – 1472) e граф на Хоенлое-Вайкерсхайм.
Албрехт II умира неженен и без деца.